# 51.ª edición de los Premios David di Donatello
La ceremonia de la 51.ª edición de los Premios David di Donatello se realizó en el Auditorio de la Conciliación, en Roma el 21 de abril de 2006. Verónica Pivetti y Fabio Volo fueron los anfitriones de la gala. 
La cinta más nominada y a la vez la que más premio recibió fue Romanzo criminale; por su parte, Il Caimano, fue le acreedora al premio a Mejor película. 

## Nominados y ganadores
Indica el ganador dentro de cada categoría, mostrado al principio y resaltado en negritas. A continuación se listan los nominados y ganadores al David di Donatello:
| Mejor película - Il Caimano - Il mio miglior nemico - Notte prima degli esami - Romanzo criminale - La terra | Mejor director - Nanni Moretti - Il Caimano - Antonio Capuano - La guerra di Mario - Carlo Verdone - Il mio miglior nemico - Michele Placido - Romanzo criminale - Sergio Rubini - La terra |
| Mejor actor - Silvio Orlando - Il Caimano - Carlo Verdone - Il mio miglior nemico - Kim Rossi Stuart - Romanzo criminale - Antonio Albanese - La segunda noche de bodas - Fabrizio Bentivoglio - La terra | Mejor actriz - Valeria Golino - La guerra di Mario - Giovanna Mezzogiorno - No digas nada - Margherita Buy - Il Caimano - Ana Caterina Morariu - Il mio miglior nemico - Cristiana Capotondi - Notte prima degli esami |
| Mejor actor secundario - Pierfrancesco Favino - Romanzo criminale - Nanni Moretti - Il Caimano - Giorgio Faletti - Notte prima degli esami - Neri Marcorè - La segunda noche de bodas - Sergio Rubini - La terra | Mejor actriz secundaria - Angela Finocchiaro - No digas nada - Isabella Ferrari - Camino sin retorno (Arrivederchi amore, ciao) - Stefania Rocca - No digas nada - Jasmine Trinca - Il Caimano - Marisa Merlini - La segunda noche de bodas |
| Mejor guion - Stefano Rulli, Sandro Petraglia, Giancarlo De Cataldo, Michele Placido - Romanzo criminale - Nanni Moretti, Francesco Piccolo, Federica Pontremoli - Il Caimano - Silvio Muccino, Pasquale Plastino, Silvia Ranfagni, Carlo Verdone - Il mio miglior nemico - Fausto Brizzi, Massimiliano Bruno, Marco Martani - Notte prima degli esami - Angelo Pasquini, Carla Cavalluzzi, Sergio Rubini - La terra | Mejor film de la Unión Europea - Match Point Reino Unido - Caché Francia - L'Enfant Bélgica - La Marche de l'empereur Francia - Mrs. Henderson presents Reino Unido |
| Mejor fotografía - Luca Bigazzi - Romanzo criminale - Arnaldo Catinari - Il Caimano - Danilo Desideri - Il mio miglior nemico - Marcello Montarsi - Notte prima degli esami - Fabio Cianchetti - La terra | Mejor montaje - Esmeralda Calabria - Romanzo criminale - Cecilia Zanuso - No digas nada - Osvaldo Bargero - La febbre - Claudio Di Mauro - Il mio miglior nemico - Luciana Pandolfelli - Notte prima degli esami |
| Mejor música - Franco Piersanti - Il Caimano - Fabio Barovero, Simone Fabbroni, Roy Paci, Louis Siciliano - La febbre - Goran Bregovic - Los días del abandono - Bruno Zambrini - Notte prima degli esami - Paolo Buonvino - Romanzo criminale | Mejor canción original - "Arrivederci amore, ciao" - Insieme a te non ci sto più - Caterina Caselli - "Forever Blues" - Forever Blues - Lino Patruno - "I giorni dell'abbandono" - I giorni dell'abbandono - Goran Bregović - "Solo per te" - La febbre - Giuliano Sangiorgi - "You Can Never Hold Back Spring" - La tigre e la neve -Tom Waits e Kathleen Brennan - |
| Mejores efectos visuales - Romanzo Criminale - No digas nada - La febbre - Fuoco su di me - Piano 17 - La tigre e la neve | Mejor sonido - Alessandro Zanon - Il Caimano - Bruno Pupparo - No digas nada - Gaetano Carito - Il mio miglior nemico - Benito Alchimede, Maurizio Grassi - Notte prima degli esami - Mario Iaquone - Romanzo criminale |
| Mejor vestuario - Nicoletta Taranta - Romanzo criminale - Lina Nerli Taviani - Il Caimano - Annalisa Giacci - Su di me - Tatiana Romanoff - Il mio miglior nemico - Francesco Crivellini - La seconda notte di nozze | Mejor producción - Angelo Barbagallo, Nanni Moretti - Il Caimano - Domenico Procacci, Nicola Giuliano, Francesca Cima - La guerra di Mario - Aurelio De Laurentiis - Il mio miglior nemico - Fulvio Lucisano, Federica Lucisano, Giannandrea Pecorelli - Notte prima degli esami - Riccardo Tozzi, Giovanni Stabilini, Marco Chimenz - Romanzo criminale             |
| Mejor diseño de producción/escenografía - Paola Comencini - Romanzo criminale - Andrea Crisanti - I giorni dell'abbandono - Giancarlo Basili - Il Caimano - Carlo De Marino - Su di me - Maurizio Marchitelli - Il mio miglior nemico | Mejor ópera prima (Nuevo director) - Fausto Brizzi - Notte prima degli esami - Francesco Munzi - Saimir Italia - Stefano Pasetto - Tartarughe sul dorso Italia - Fausto Paravidino - Texas Italia - Vittorio Moroni - Tu devi essere il lupo |
| Mejor documental - Il bravo gatto prende i topi - In un altro paese - L'isola di Calvino - Piccolo Sole - Vita e morte di Henri Crolla - Carnets d'un combattant kurde - Volevo solo vivere | Mejor cortometraje - Un inguaribile amore - Codice a sbarre - Dentro Roma - Zakaria - Tana libera tutti |
| Mejor film extranjero - Crash Estados Unidos - Brokeback Mountain Estados Unidos - Good Night, and Good Luck Estados Unidos - A History of Violence Estados Unidos - Tsotsi Sudáfrica | Premio de la crítica - La guerra di Mario - Il Caimano - Quando sei nato non puoi più nasconderti - Saimir - La terra |
| Premio David Giovani - Romanzo criminale - No digas nada - Mai + come prima - Il mio miglior nemico - Notte prima degli esami | |